# 70e cérémonie des British Academy Film Awards

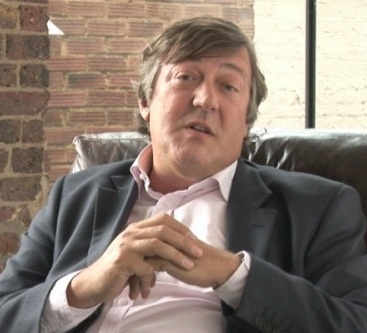
Stephen Fry, hôte de la cérémonie.

La 70e cérémonie des British Academy Film Awards (BAFA), organisée par la British Academy of Film and Television Arts (BAFTA), a eu lieu le 12 février 2017 au Royal Albert Hall pour récompenser les films sortis en 2016. Elle a été présentée par Stephen Fry pour la douzième fois.
Les nominations ont été annoncées le 10 janvier 2017.

## Présentateurs et intervenants
Par ordre d'apparition.
- Stephen Fry, hôte de la cérémonie

## Palmarès

### Meilleur film
- La La Land
  - Premier Contact (Arrival)
  - Moi, Daniel Blake (I, Daniel Blake)
  - Manchester by the Sea
  - Moonlight

### Meilleur film britannique
- Moi, Daniel Blake (I, Daniel Blake)
  - American Honey
  - Le Procès du siècle (Denial)
  - Les Animaux fantastiques (Fantastic Beasts and Where to Find Them)
  - Notes on Blindness
  - Under the Shadow

### Meilleur réalisateur
- Damien Chazelle pour La La Land
  - Denis Villeneuve pour Premier Contact (Arrival)
  - Ken Loach pour Moi, Daniel Blake
  - Kenneth Lonergan pour Manchester by the Sea
  - Tom Ford pour Nocturnal Animals

### Meilleur acteur
- Casey Affleck dans Manchester by the Sea
  - Andrew Garfield dans Tu ne tueras point (Hacksaw Ridge)
  - Jake Gyllenhaal dans Nocturnal Animals
  - Ryan Gosling dans La La Land
  - Viggo Mortensen dans Captain Fantastic

### Meilleure actrice
- Emma Stone dans La La Land
  - Amy Adams dans Premier Contact (Arrival)
  - Emily Blunt pour le rôle de Rachel Watson dans La Fille du train (The Girl on the Train)
  - Natalie Portman dans Jackie
  - Meryl Streep dans Florence Foster Jenkins

### Meilleur acteur dans un second rôle
- Dev Patel dans Lion
  - Aaron Taylor-Johnson dans Nocturnal Animals
  - Hugh Grant dans Florence Foster Jenkins
  - Jeff Bridges dans Comancheria (Hell or High Water)
  - Mahershala Ali dans Moonlight

### Meilleure actrice dans un second rôle
- Viola Davis dans Fences
  - Hayley Squires dans Moi, Daniel Blake (I, Daniel Blake)
  - Michelle Williams dans Manchester by the Sea
  - Naomie Harris dans Moonlight
  - Nicole Kidman dans Lion

### Meilleur scénario original
- Manchester by the Sea – Kenneth Lonergan
  - Comancheria (Hell or High Water) – Taylor Sheridan
  - Moi, Daniel Blake (I, Daniel Blake) – Paul Laverty
  - La La Land – Damien Chazelle
  - Moonlight – Barry Jenkins

### Meilleur scénario adapté
- Lion – Luke Davies
  - Premier Contact (Arrival) – Eric Heisserer
  - Tu ne tueras point (Hacksaw Ridge) – Andrew Knight et Robert Schenkkan
  - Les Figures de l'ombre (Hidden Figures) – Allison Schroeder et Theodore Melfi
  - Nocturnal Animals – Tom Ford

### Meilleurs décors
- Les Animaux fantastiques (Fantastic Beasts and Where to Find Them) – Stuart Craig et Anna Pinnock
  - Doctor Strange – Charles Wood et John Bush
  - Ave, César ! (Hail, Caesar!) – Jess Gonchor et Nancy Haigh
  - Nocturnal Animals – Shane Valentino et Meg Everist
  - La La Land - David Wasco et Sandy Reynolds-Wasco

### Meilleurs costumes
- Jackie – Madeline Fontaine
  - Alliés (Allied) – Joanna Johnston
  - Les Animaux fantastiques (Fantastic Beasts and Where to Find Them) – Colleen Atwood
  - Florence Foster Jenkins – Consolata Boyle
  - La La Land – Mary Zophres

### Meilleurs maquillages et coiffures
- Florence Foster Jenkins – J. Roy Helland et Daniel Phillips
  - Doctor Strange – Jeremy Woodhead
  - Tu ne tueras point (Hacksaw Ridge) – Shane Thomas
  - Nocturnal Animals – Donald Mowat et Yolanda Toussieng
  - Rogue One: A Star Wars Story – Amanda Knight, Neal Scanlan et Lisa Tomblin

### Meilleure photographie
- La La Land – Linus Sandgren
  - Premier Contact (Arrival) – Bradford Young
  - Comancheria (Hell or High Water) – Giles Nuttgens
  - Lion – Greig Fraser
  - Nocturnal Animals – Seamus McGarvey

### Meilleur montage
- Tu ne tueras point (Hacksaw Ridge) - John Gilbert
  - Premier contact (Arrival) - Joe Walker
  - La La Land - Tom Cross
  - Nocturnal Animals - Joan Sobel
  - Manchester by the Sea - Jennifer Lame

### Meilleurs effets visuels
- Le Livre de la jungle (The Jungle Book) - Robert Legato, Dan Lemmon, Andrew R. Jones, and Adam Valdez
  - Premier contact (Arrival) - Louis Morin
  - Doctor Strange - Richard Bluff, Stéphane Ceretti, Paul Corbould et Jonathan Fawkner
  - Les Animaux fantastiques (Fantastic Beasts and Where to Find Them) - Tim Burke, Pablo Grillo, Christian Manz et David Watkins
  - Rogue One: A Star Wars Story - Neil Corbould, Hal Hickel, Mohen Leo, John Knoll et Nigel Sumner

### Meilleur son
- Premier Contact (Arrival)
  - Deepwater (Deepwater Horizon)
  - Les Animaux fantastiques (Fantastic Beasts and Where to Find Them)
  - Tu ne tueras point
  - La La Land

### Meilleure musique de film
- La La Land  - Justin Hurwitz
  - Premier contact (Arrival) - Jóhann Jóhannsson
  - Jackie - Mica Levi
  - Lion - Dustin O'Halloran et Hauschka
  - Nocturnal Animals - Abel Korzeniowski

### Meilleur film en langue étrangère
- Le Fils de Saul (Saul fia)
  - Toni Erdmann
  - Mustang
  - Dheepan
  - Julieta

### Meilleur film d'animation
- Kubo et l'Armure magique (Kubo and the Two Strings)
  - Le Monde de Dory (Finding Dory)
  - Vaiana : La Légende du bout du monde (Moana)
  - Zootopie (Zootropolis)

### Meilleur film documentaire
- 13th d'Ava DuVernay
  - The Beatles: Eight Days a Week de Ron Howard
  - La Jeune fille et son aigle d'Otto Bell
  - Notes on Blindness de James Spinney et Peter Middleton
  - Weiner de Josh Kriegman et Elyse Steinberg

### Meilleur court métrage
- Home
  - Consumed
  - Mouth of Hell
  - The Party 2016
  - Standby

### Meilleur court métrage d'animation britannique
- A Love Story
  - The Alan Dimension réalisé par Jac Clinch.
  - Tough

### Meilleur nouveau scénariste, réalisateur ou producteur britannique
Outstanding Debut by a British Writer, Director or Producer
- Babak Anvari (scénariste/réalisateur), Emily Leo, Oliver Roskill and Lucan Toh (Producteurs) – Under The Shadow
  - Mike Carey (scénariste) et Camille Gatin (producteur) pour The Girl with All the Gifts
  - George Amponsah (scénariste/réalisateur/producteur) et Dionne Walker (scénariste/producteur) pour The Hard Stop
  - Peter Middleton (scénariste/réalisateur/producteur), James Spinney (scénariste/réalisateur) and Jo-Jo Ellison (producteur) – Notes on Blindness
  - John Donnelly (scénariste) and Ben A. Williams (réalisateur) – The Pass

### EE Rising Star Award
Meilleur espoir. Résulte d'un vote du public.
- Tom Holland
  - Anya Taylor-Joy
  - Laia Costa
  - Lucas Hedges
  - Ruth Negga

### Outstanding British Contribution to Cinema
Remarquable contribution au cinéma britannique
- Curzon (chaîne de salles de cinémas d'art et d'essai britannique)

### Academy Fellowship
BAFTA d'Honneur
- Mel Brooks

## Statistiques

### Nominations multiples
11 : La La Land
9 : Premier Contact, Nocturnal Animals
6 : Manchester by the Sea
5 : Moi, Daniel Blake, Les Animaux fantastiques, Tu ne tueras point, Lion
4 : Moonlight, Florence Foster Jenkins
3 : Jackie, Comancheria, Doctor Strange
2 : Rogue One: A Star Wars Story

### Récompenses multiples
5 / 11 : La La Land
2 / 6 : Manchester by the Sea
2 / 5 : Lion

### Les grands perdants
0 / 9 : Nocturnal Animals
0 / 4 : Moonlight
0 / 3 : Comancheria, Doctor Strange